# Live in London (álbum de The Beach Boys)
Live in London (Beach Boys' 69 en los Estados Unidos), es el segundo álbum en vivo por The Beach Boys, inicialmente publicado por EMI Records en el Reino Unido en mayo de 1970, y en los Estados Unidos el tercer álbum en vivo, por haber sido lanzado el 15 de noviembre de 1976, por su discográfica Capitol Records. El álbum fue grabado en Londres, Reino Unido curiosamente el 8 de diciembre de 1968, cuando la banda cumplía siete años del lanzamiento del primer sencillo "Surfin'".
El concierto se editó de forma entera en el lanzamiento digital The Beach Boys – On Tour: 1968 de 2018.

## Historia
1968 había sido un año difícil para The Beach Boys, ya que su reputación había caído bastante, con álbumes cuya producción había sido muy costosa, pero sus ventas habían sido malas como Friends y Stack-O-Tracks, sin embargo su éxito en Europa fue suficiente para que más tarde grabaran 20/20, el último de la década de 1960. 
Después del sorpresivo éxito las compilaciones Endless Summer y Spirit of America de 1974 y 1975 respectivamente, en provecho del éxito de estos álbumes en Estados Unidos, sumado a sus exitosos conciertos, Capitol decidió capitalizar el éxito de Live in London, renombrándolo y editandolo con el nombre de Beach Boys' 69.
El álbum en vivo fue grabado el 8 de diciembre de 1968, dio un poco a la confusión en el mercado, por la reciente edición de otro álbum en vivo, The Beach Boys in Concert por el sello Brother Records, que tenía una distribuidora propia con Reprise Records, editando álbumes como el dúo Brother/Reprise.
Se cree que el grupo debía por contrato algunos álbumes a Capitol, con este el grupo terminó su relación con Capitol, y con EMI en el Reino Unido. Cuando sus álbumes fueron remasterizados en CD en los años 90 (y más tarde de nuevo en 2001), Live in London fue adjuntado con el primer álbum en vivo del grupo, Beach Boys Concert de 1964.

## Lista de canciones
Todas las canciones escritas y compuestas por Brian Wilson y Mike Love, excepto donde está indicado. 
| Lado A |                                                        |          |  |
| N.º    | Título                                                 | Duración |  |
| 1.     | «Darlin'» (Brian Wilson y Mike Love)                   | 2:41     |  |
| 2.     | «Wouldn't It Be Nice» (Brian Wilson y Roger Christian) | 2:30     |  |
| 3.     | «Sloop John B» (Trad./Arr. Brian Wilson)               | 2:27     |  |
| 4.     | «California Girls» (Brian Wilson y Mike Love)          | 2:19     |  |
| 5.     | «Do It Again» (Brian Wilson y Mike Love)               | 2:47     |  |
| 6.     | «Wake The World» (Brian Wilson y Al Jardine)           | 2:26     |  |
| 7.     | «Aren't You Glad» (Brian Wilson y Mike Love)           | 3:09     |  |

| Lado B |                                                  |          |  |
| N.º    | Título                                           | Duración |  |
| 1.     | «Bluebirds over the Mountain» (Ersel Hickey)     | 2:53     |  |
| 2.     | «Their Hearts Were Full Of Spring» (Bobby Troup) | 2:49     |  |
| 3.     | «Good Vibrations» (Brian Wilson y Mike Love)     | 4:36     |  |
| 4.     | «God Only Knows» (Brian Wilson y Tony Asher)     | 3:27     |  |
| 5.     | «Barbara Ann» (Fred Fassert)                     | 2:32     |  |

- La canción "All I Want To Do" de Dennis Wilson fue grabada durante este concierto, pero no fue incluida en la versión de LP, permaneciendo inédita hasta la edición del álbum de "rarezas" Rarities de 1983.
- La versión en vivo de este álbum de "Good Vibrations" aparece en el juego Rock Band 3.